# 늘임표

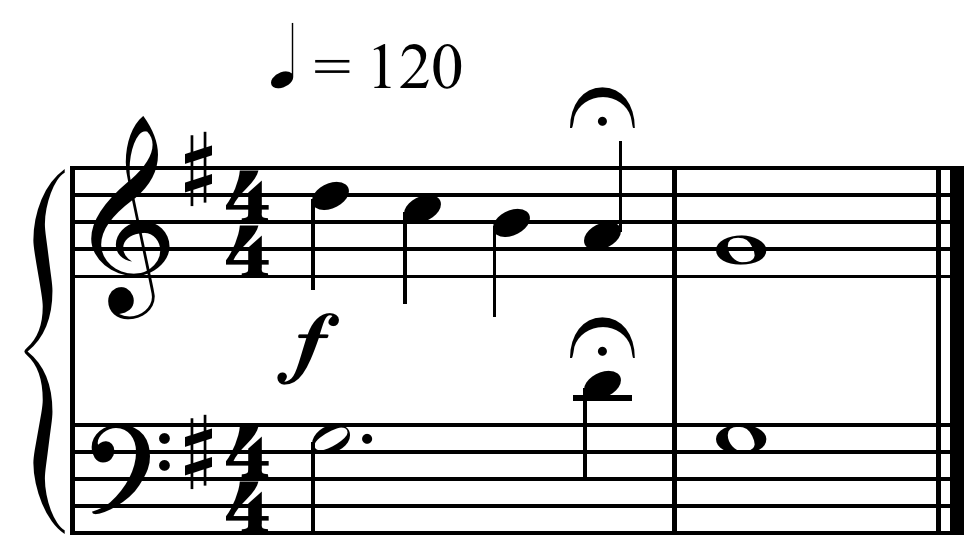
페눌티메이트 음표에 늘임표가 있는 사장조 우어리니. 및 (페눌티메이트 음표를 로 비교)

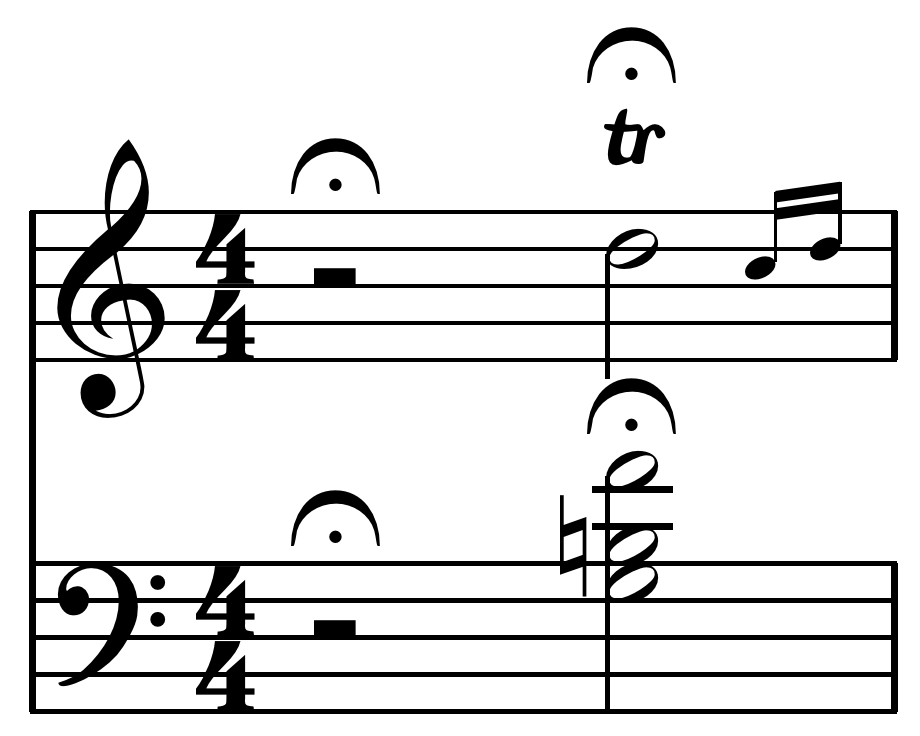
베토벤 다단조 협주곡의 카덴차 지시: 쉼표 위의 늘임표는 시작을, 트릴 위의 늘임표는 끝을 나타낸다.

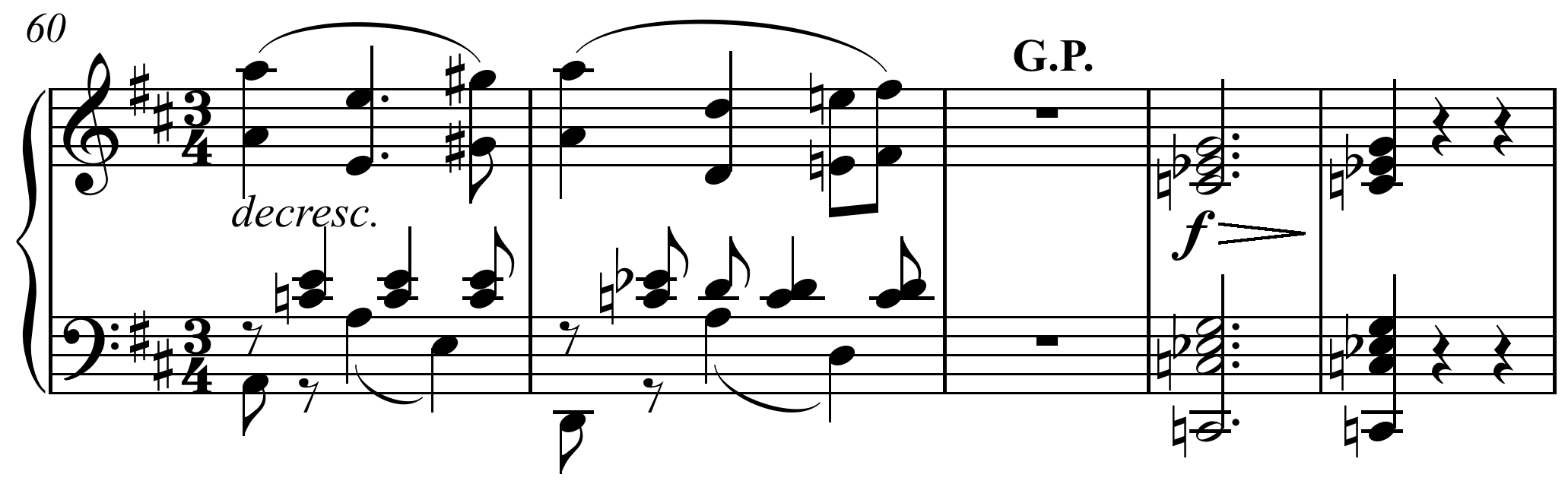
프란츠 슈베르트 D. 759, I, mm.60-4의 대휴지. (대휴지 없이:)

늘임표 또는 페르마타(fermata, "멈추다, 중지하다"를 뜻하는 이탈리아어 'fermare'에서 유래;는 음표나 쉼표 위에 놓일 때는 대휴지라고도 불린다)는 기보법에서 음표가 그 음표 값이 나타내는 일반적인 길이를 넘어 연장되어야 함을 나타내는 기호이다. 정확히 얼마나 더 길게 연주할지는 연주자나 지휘자의 재량에 달려 있지만, 두 배의 길이가 일반적이다. 일반적으로 연장될 음표 위에 인쇄되지만 (거꾸로 되어 있을 때는) 음표 아래에 인쇄될 수도 있다.
늘임표가 마디 또는 겹세로줄 위에 놓일 때는 악곡의 악구 또는 섹션의 끝을 나타내는 데 사용된다. 협주곡에서는 독주자가 카덴차를 연주할 지점을 나타낸다.
늘임표는 악곡의 끝 (악장) 또는 악곡 중간에 나타날 수 있다. 늘임표 다음에는 짧은 쉼표나 더 많은 음표가 올 수 있다.
페르마타는 기호(𝄐)의 이탈리아어 이름으로, 영어로는 일반적으로 'Pause'라고 불리며, 그 위에 놓인 음표가 자연스러운 지속 시간 이상으로 유지되어야 함을 의미한다. 때로는 마디나 겹세로줄 위에 놓이기도 하는데, 이 경우 짧은 정적의 간격을 나타낸다.

늘임표의 다른 이름으로는 코로나(이탈리아어), 포인트 도르그(프랑스어), 페르마테(독일어), 칼데론(스페인어), 서스펜사웅(포르투갈어) 등이 있다.

## 역사와 사용
이 기호는 15세기 초에 나타난다. 기욤 뒤파이와 조스캥 데프레의 작품에서 매우 흔하게 볼 수 있다.
요한 제바스티안 바흐를 비롯한 바로크 작곡가들의 코랄에서는 늘임표가 종종 단순히 악구의 끝을 나타내며, 숨을 쉬어야 함을 의미한다. 일부 오르간 작품에서는 늘임표가 오른손, 왼손, 발에 대해 서로 다른 마디에 나타나 실제 연주를 어렵게 만들기도 한다. "구시대 음악에서는 늘임표 기호가 바흐에 의해 자주 사용되었는데, 이는 단순히 곡의 끝을 나타내기 위함이었으며, 다 카포 이후에 현대 작곡가들이 보통 'fine'라고 쓰는 것과 같았다. 이때 늘임표는 곡의 첫 부분과 두 번째 부분 사이에 어떤 정지도 의미하지 않았다."
고전 시대와 바로크 시대에 늘임표는 보통 연주자들이 악보상의 위치에 비례하는 카덴차를 즉흥 연주해야 하는 지점이었다. 악장 중간에서는 짧은 카덴차를, I6
4 위에서는 협주곡 악장의 끝과 관련된 종류의 카덴차를 의미했다.
룽가 (이탈리아어 'lunga pausa'의 줄임말로 "긴 정지"를 의미한다)라는 단어는 때때로 늘임표 위에 추가되어 더 긴 길이를 나타내는데, 이 길이는 음표 값이 아닌 연주자의 재량에 달려 있다.
일부 현대 작곡가들(프랑시스 풀랑크, 크시슈토프 펜데레츠키, 죄르지 쿠르탁, 루이지 노노 포함)은 기호의 사용을 확장하여 대략적인 길이를 나타내기 위해 다양한 크기, 사각형 및 삼각형 모양의 늘임표 등을 포함시켜 다양한 길이의 홀드를 나타내었다. 그러나 이것은 표준적인 용법은 아니다. 시벨리우스 악보 작성 프로그램에서는: "기본적으로 일반 늘임표는 표기된 길이의 1.5배, 긴 (사각형) 늘임표는 표기된 길이의 1.75배, 짧은 (삼각형) 늘임표는 표기된 길이의 1.25배로 설정된다." 따라서 늘임표가 있는 온음표(셈브레브)는 각각 4+2=6개의 4분음표(크로쳇), 4+3=7개의 4분음표(크로쳇), 또는 4+1=5개의 4분음표(크로쳇)만큼 지속된다.
늘임표 기호는 유니코드의 음악 기호 블록에 U+1D110 MUSICAL SYMBOL FERMATA (𝄐) 및 U+1D111 MUSICAL SYMBOL FERMATA BELOW (𝄑)로 인코딩되어 있다.

## 같이 보기
- 다 카포